# Monaster św. Katarzyny w Widnym
Monaster św. Katarzyny – prawosławny męski klasztor w Widnym, w obwodzie moskiewskim. Od 2021 r. jeden z klasztorów stauropigialnych Rosyjskiego Kościoła Prawosławnego. 

## Historia
Monaster został założony przez cara Aleksego I, według prawosławnej tradycji po tym, gdy car doznał w tym miejscu cudownego widzenia św. Katarzyny. Nastąpiło to w nocy, gdy żona cara Maria urodziła córkę Katarzynę. Pierwsze budynki monasterskie zostały wzniesione z drewna, jednak w 1664 car polecił zbudować nowe obiekty murowane, on również ufundował wyposażenie dla klasztornych świątyń i sam ofiarował ikonę św. Katarzyny, czczoną już wcześniej jako cudotwórcza. Murowaną cerkiew św. Katarzyny z bocznymi ołtarzami św. Sergiusza z Radoneża i św. Mikołaja zbudowano w 1679 i w tym samym roku wyświęcono w obecności cara i bojarów. Była to świątynia jednokopułowa, z wolno stojącą dzwonnicą. Monaster nie posiadał własnych wsi, toteż otrzymywał regularną pomoc na utrzymanie od dworu; zdarzało się przy tym, że fundusze te nie docierały i mnisi żyli w ubóstwie. Na początku XVIII w. w klasztorze przebywało ok. 30 mnichów, posłuszników i świeckich robotników.
Po sekularyzacji majątku cerkiewnego i przejściu wszystkich monasterów na państwowe utrzymanie w 1764 monaster św. Katarzyny nie został zaliczony do żadnej kategorii klasztorów, mógł działać dalej jako nieetatowy. Mimo to II połowa XVIII w. była okresem znaczącego rozwoju wspólnoty. Szczególną opiekę roztoczył na nim metropolita moskiewski Platon (Lewszyn). Gdy przełożonym monasteru został hieromnich Melchizedek, kompleks budynków klasztornych został znacząco rozbudowany. Wzniesiono nowy murowany klasycystyczny sobór św. Katarzyny, rozbudowano starszą cerkiew i zmieniono jej wezwanie na Świętych Piotra i Pawła, otoczono klasztor murem obronnym z basztami, zbudowano murowane budynki z celami mnichów, odnowiono bramę wjazdową z cerkwią nadbramną św. Dymitra z Rostowa i dzwonnicą. Podczas wojny francusko-rosyjskiej w 1812 monaster nie odniósł większych strat. Trzydzieści lat później został ponownie rozbudowany z inicjatywy przełożonego, hieromnicha Misaela. Wtedy wzniesiono w nim dwa nowe budynki z celami mnichów, budynki mieszkalne dla pielgrzymów, zabudowania gospodarcze, pozłocono kopuły i krzyże na soborze św. Katarzyny oraz na dzwonnicy. W okresie, gdy przełożonym monasteru był hieromnich Arseniusz (1870–1891) odnowiona została stara cerkiew Świętych Piotra i Pawła, natomiast w latach 1891–1893 przebudowano sobór św. Katarzyny, w którym w kolejnych latach wykonano nowe freski. Większość mieszkańców monasteru w końcu XIX w. była w podeszłym wieku i prowadziła ascetyczny tryb życia. Dzięki prowadzeniu gospodarstwa klasztor osiągał jednak wysokie dochody.
W 1908, w dniu, gdy miały odbyć się uroczystości 250. rocznicy powstania klasztoru, przełożony wspólnoty ihumen Martyriusz został zamordowany w swojej celi. Był to napad rabunkowy; winnych nigdy nie ustalono. Podczas I wojny światowej budynki monasteru w Widnym przekazano mniszkom z monasteru Narodzenia Matki Bożej w Różanymstoku, ewakuowanym z Królestwa Polskiego w 1915. O zmianie typu monasteru z męskiego na żeński zdecydował osobiście patriarcha moskiewski i całej Rusi Tichon, na prośbę przełożonej monasteru w Różanymstoku, Heleny. Ostatni mnisi z klasztoru w Widnym zostali przeniesieni do innych wspólnot. Monaster w Widnym po rewolucji październikowej mógł dalej funkcjonować jako komuna pracy. Sobór św. Katarzyny pozostał czynny jako cerkiew parafialna. Wspólnotę ostatecznie zamknięto w 1931. Niektóre mniszki zostały wówczas aresztowane i zesłane do Kazachstanu, inne zamieszkały u różnych rodzin lub przeniosły się do innych klasztorów. W zabudowaniach monasterskich rozmieszczono więzienie, w cerkwi Świętych Piotra i Pawła – klub, a następnie również kolonię karną dla młodocianych oraz technikum. Do 1934 czynna była cerkiew nadbramna, zamknięta po tym, gdy jeden z osadzonych w kolonii zamordował mieszkającą przy świątyni mniszkę Wierę. Niektóre ikony z cerkwi monasterskich w tajemnicy wywieziono do sąsiedniej wsi Jermolino. Najcenniejsza, ikona św. Katarzyny, zaginęła.
W latach 30. XX wieku więzienie i kolonia karna w monasterze zostały zlikwidowane. Przez pewien czas w budynku znajdowały się mieszkania. W końcu 1938 przystąpiono do generalnej przebudowy kompleksu, by w 1939 utworzyć w nim nowe więzienie polityczne, przeznaczone dla 150–160 więźniów, nazwane od pobliskiego majątku Suchanowką.
Więzienie istniało do 1958, gdy urządzono w nim szpital więzienny. Rosyjski Kościół Prawosławny odzyskał obiekt w 1991. Monaster został w kolejnych latach restytuowany i odremontowany.
17 czerwca 2021 r. Święty Synod Rosyjskiego Kościoła Prawosławnego nadał monasterowi św. Katarzyny w Widnym status stauropigii – wyłączył go spod jurysdykcji właściwego biskupa i podporządkował patriarsze moskiewskiemu i całej Rusi, mianując zarazem jego namiestnikiem biskupa widnowskiego Tichona.